# Diệc lửa
Diệc lửa (danh pháp hai phần: Ardea purpurea) là một loài chim thuộc họ Diệc, phân bố ở châu Phi, Trung Âu, Nam Âu, Nam Á, Đông Á. Các quần thể ở châu Âu là chim di cư, mùa đông chúng di cư xuống châu Phi nhiệt đới; các quần thể ở Bắc Á di cư xuống Nam Á.

## Miêu tả
Diệc lửa là loài chim lớn, cao 80–90 cm, sải cánh dài 120–150 cm, tuy nhiên cân nặng chỉ khoảng 0,5-1,3 kg. 

## Khóa phân loại
Có ba hoặc bốn phân loài:
- Ardea purpurea purpurea Linnaeus, 1766. châu Phi, châu Âu với giới hạn phía bắc là Hà Lan, Tây Nam Á với giới hạn phía đông là Kazakhstan.
- Ardea purpurea bournei (de Naurois, 1966), Bourne's Heron. Quần đảo Cabo Verde
- Ardea purpurea madagascariensis Oort, 1910. Madagascar.
- Ardea purpurea manilensis Meyen, 1834. châu Á, từ Pakistan đến Philippines và Primorsky Krai, Nga.

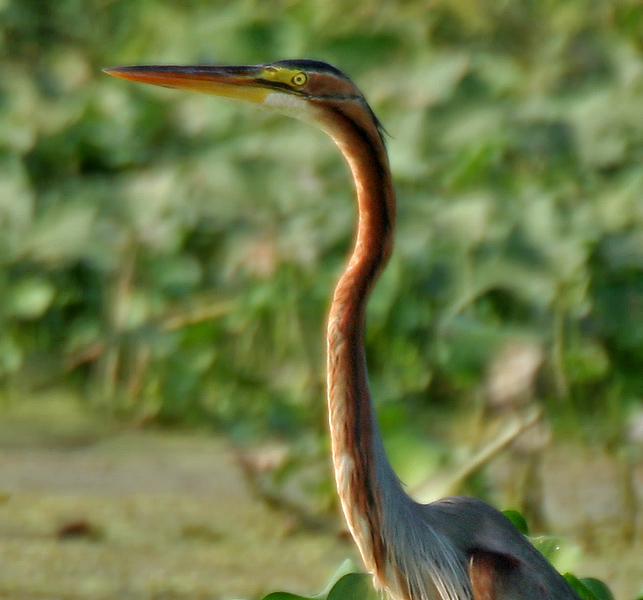
Ardea purpurea manilensis tại Kolleru Lake, Andhra Pradesh, Ấn Độ.

## Thư viện ảnh

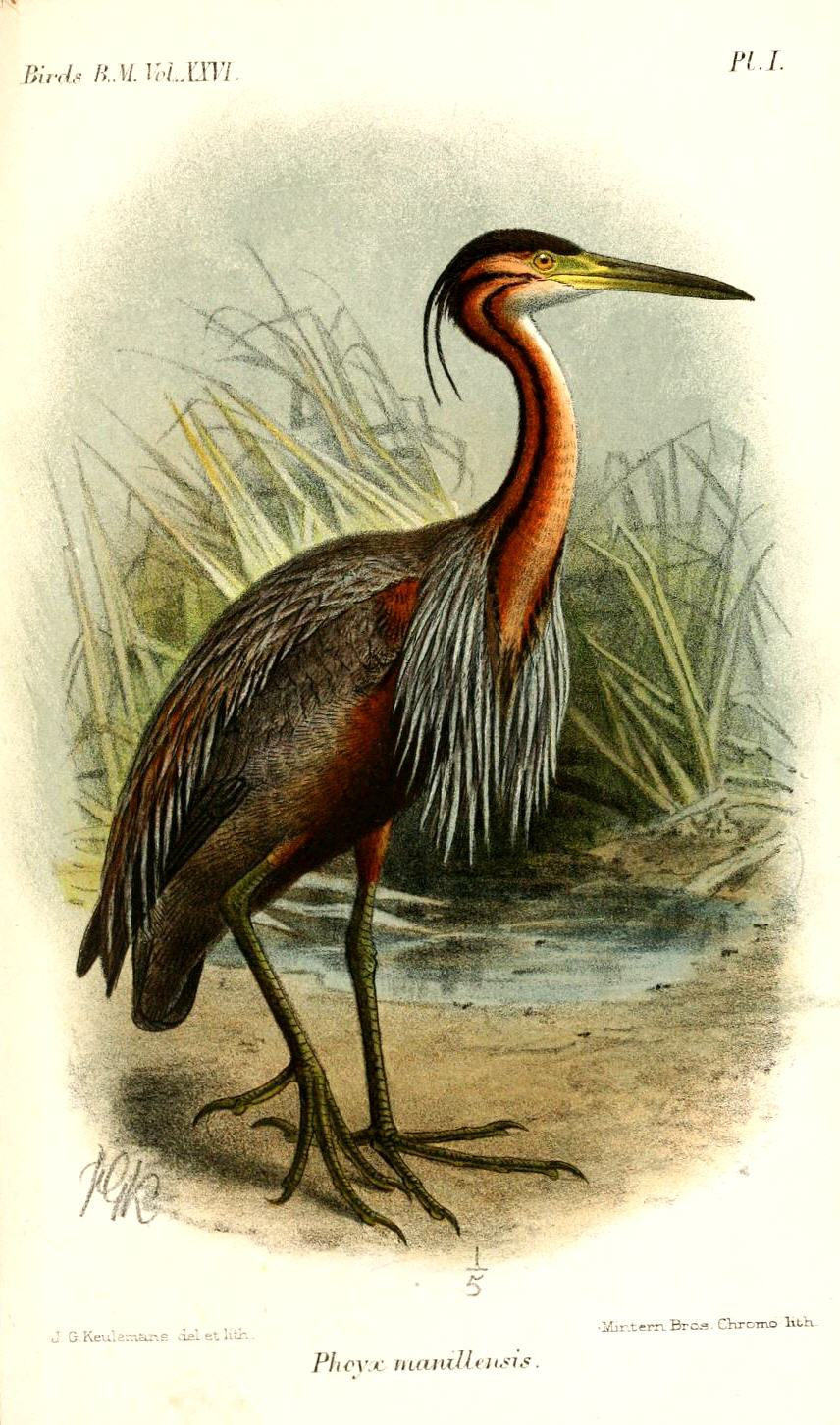
A. p. manilensis, mô tả bởi Keulemans, 1898
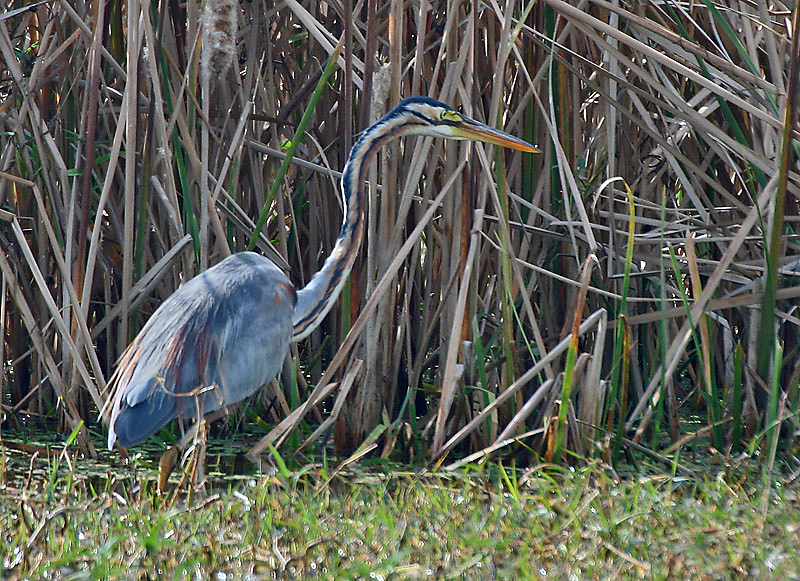
Diệc lửa ở Haryana, Ấn Độ
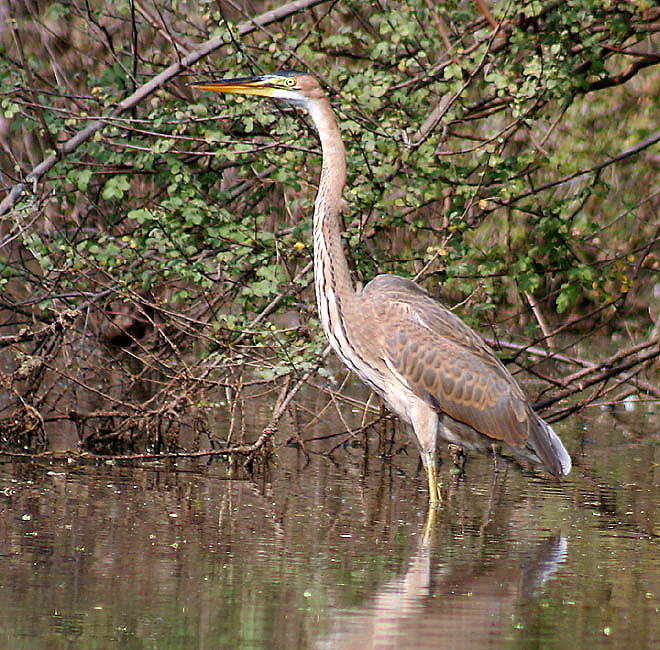
Chim non ở Rajasthan, Ấn Độ
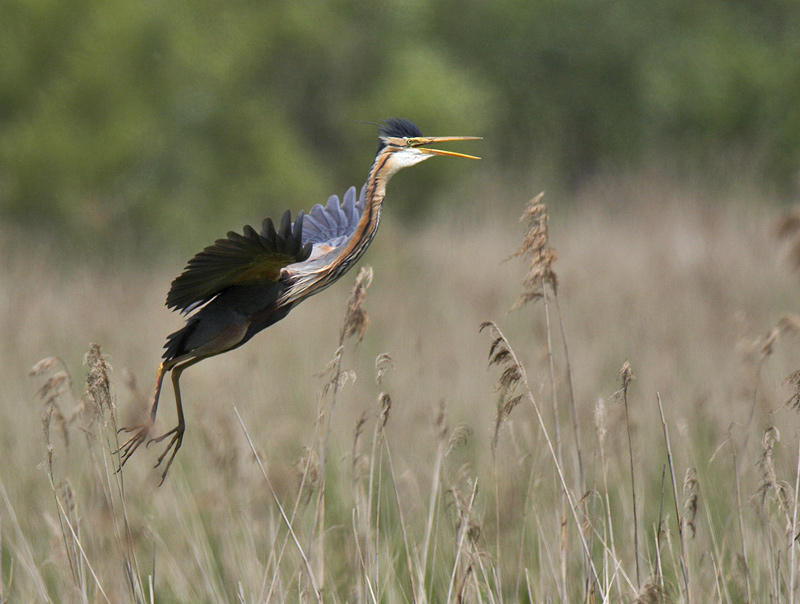
Hạ cánh
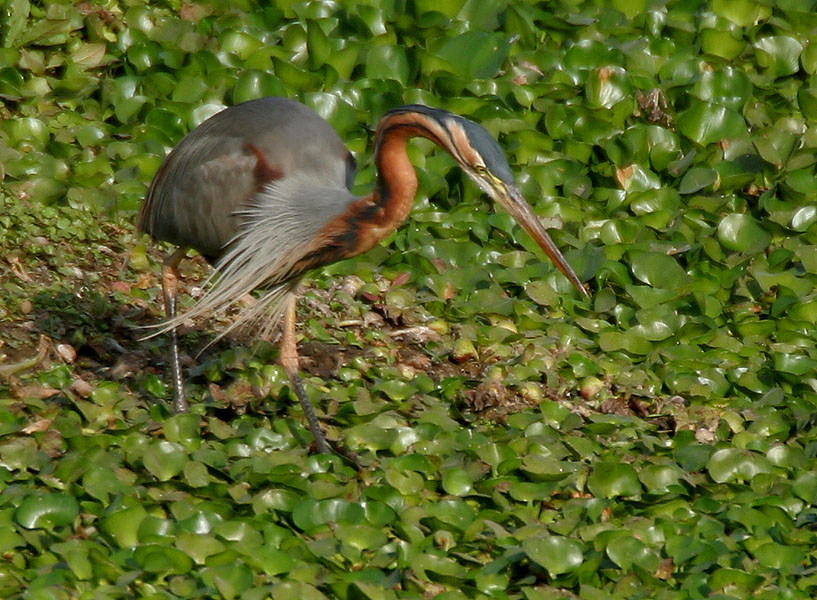
Diệc lửa ở Haryana, Ấn Độ
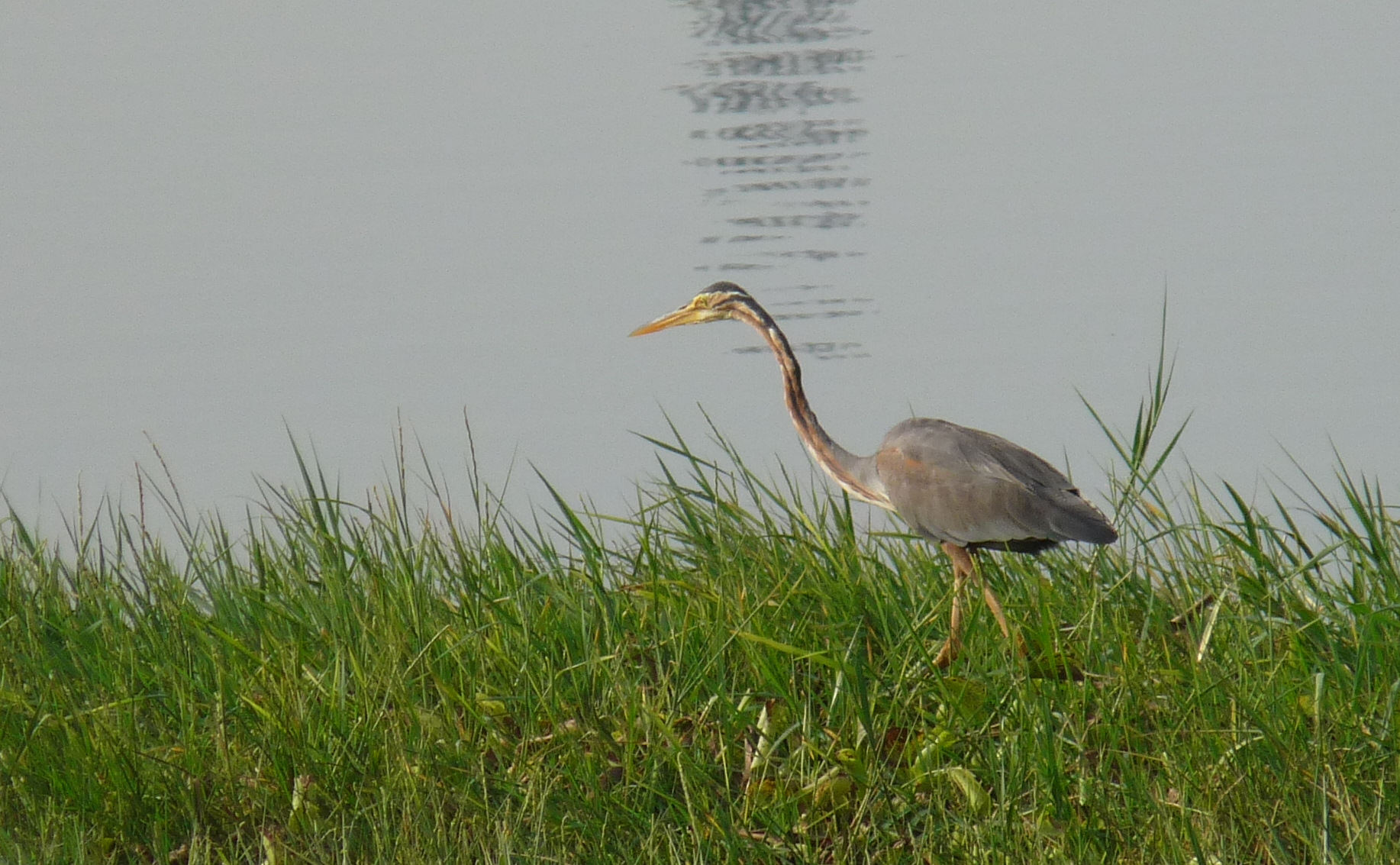
Bắt cá ở Tamil Nadu, Ấn Độ
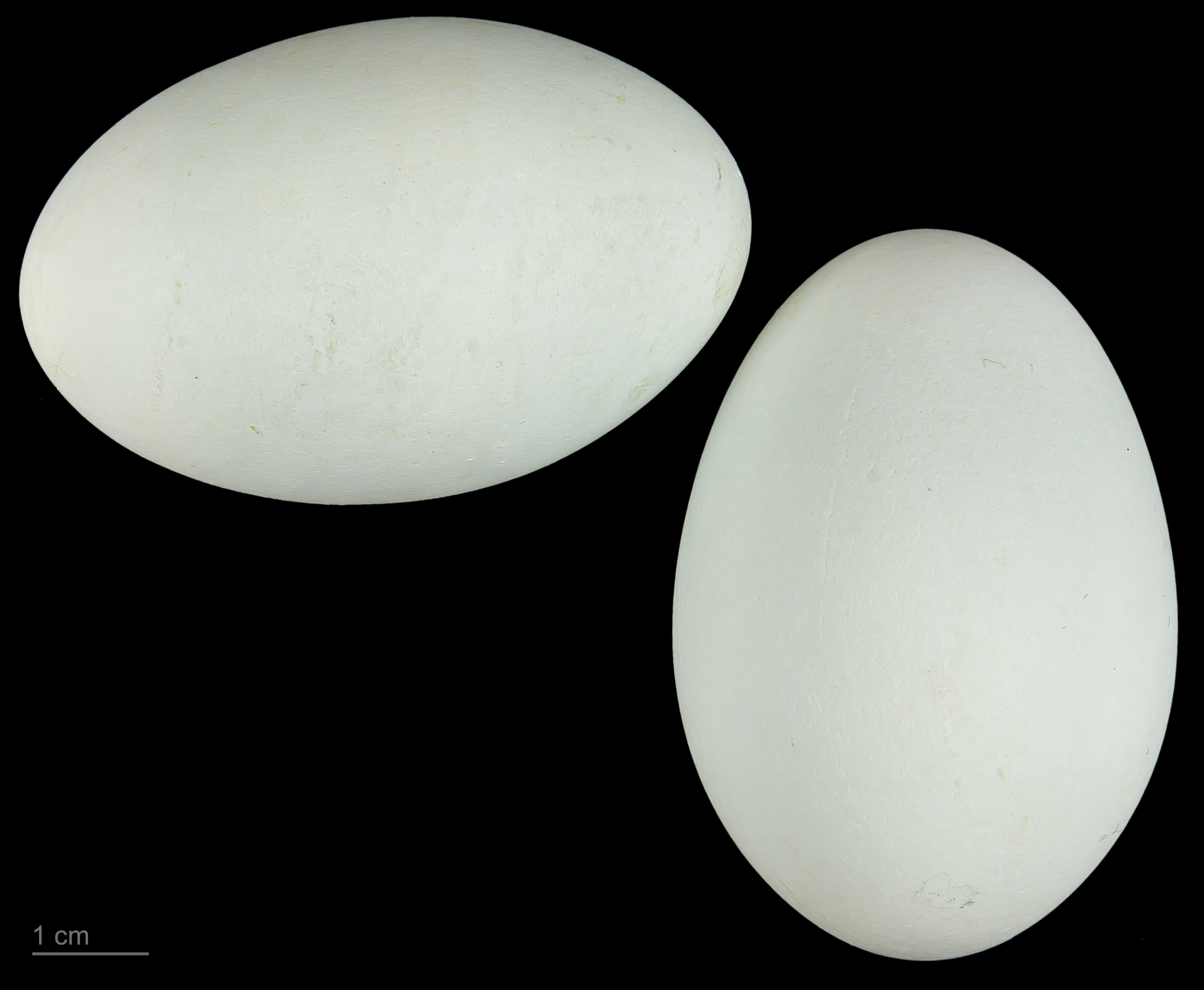
Museum specimen